# آلمریا (نبراسکا)
آلمریا (به انگلیسی: Almeria) یک منطقهٔ مسکونی در ایالات متحده آمریکا است که در نبراسکا واقع شده‌است.